# Finnair
Pour les articles homonymes, voir FIN.

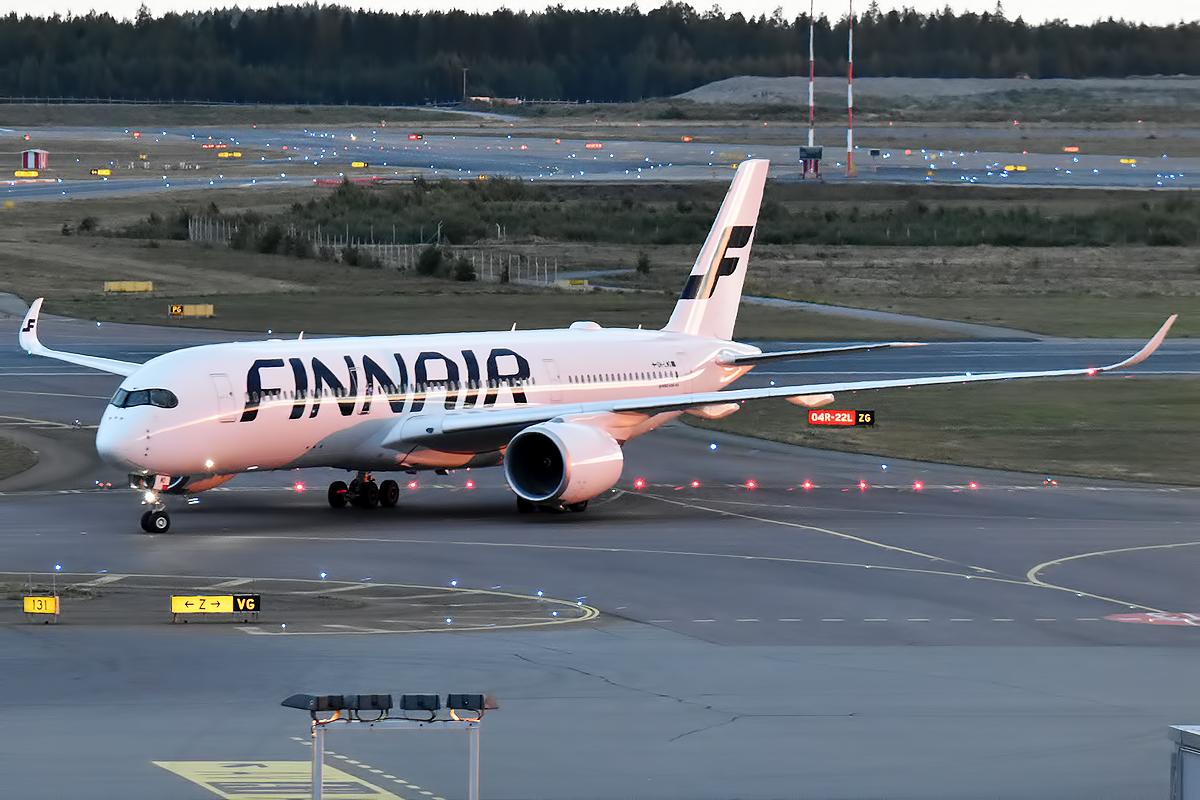
Un avion long-courrier Airbus A350 de Finnair

Finnair (code AITA : AY ; code OACI : FIN) est une compagnie aérienne finlandaise.
C'est la compagnie nationale de la République de Finlande, elle opère à partir de l’aéroport d'Helsinki-Vantaa et domine les marchés domestiques et internationaux aériens en Finlande. L'État finlandais possède une part de 60 %, 20 % étant d’appartenance étrangère. Des actions de Finnair sont cotées à la Bourse des valeurs d’Helsinki. Finnair est une compagnie aérienne membre de l’alliance Oneworld.

## Histoire

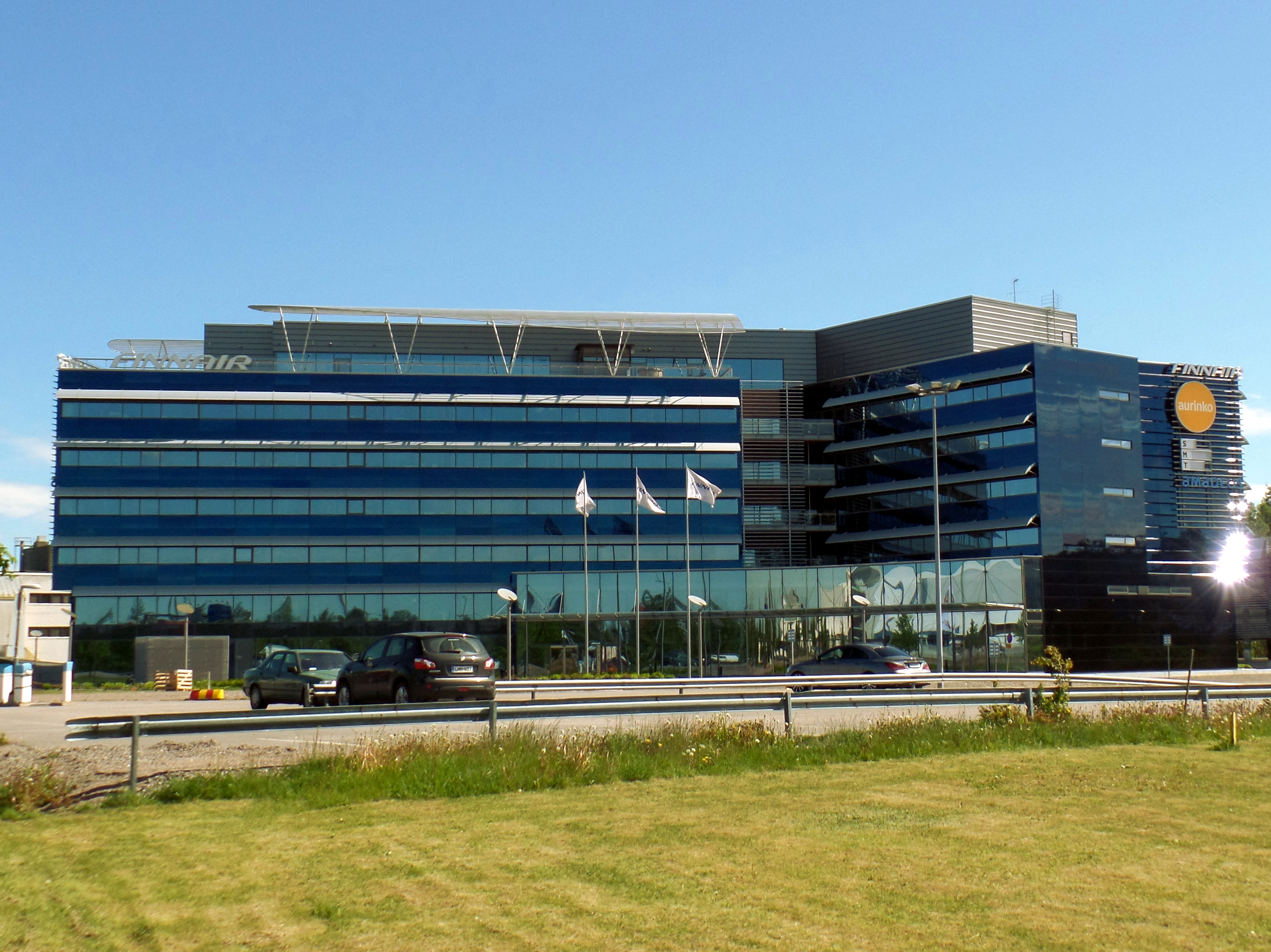
Le siège social de Finnair à l'aéroport d'Helsinki-Vantaa, House of Travel and Transportation (HOTT).

Finnair a commencé ses opérations le 1er novembre 1923 en tant qu'Aero Oy. Un de ses fondateurs était Bruno Otto Lucander, responsable de la compagnie estonienne Aeronaut, après les premiers vols entre Tallinn et Helsinki en 1923. Le premier avion de la compagnie, un Junkers F13, fut livré le 14 mars 1924. Transportant 162 kg de courrier, il effectua son vol inaugural entre Helsinki et Tallinn le 20 mars en inaugurant l'histoire de la compagnie Aero. La Seconde Guerre mondiale fut difficile pour la compagnie aérienne parce qu’Helsinki et d’autres villes finlandaises étaient devenues les cibles de raids aériens. La compagnie a vu la moitié de sa flotte remplacée par la Force aérienne finlandaise pendant ce temps, et on estime que pendant la guerre d’hiver de 1939 et de 1940, la moitié des passagers aériens étaient des enfants évacués en Suède. Au printemps 1953, Aero adopta comme nom commercial Finnair (abréviation de Finnish Airlines, utilisé dès la fin de la guerre). Ce nom devint le nom officiel de la compagnie le 25 juin 1968. 1er vol entre Helsinki et New York (via Copenhague et Amsterdam) le 15 mai 1969 avec un Douglas DC-8. 

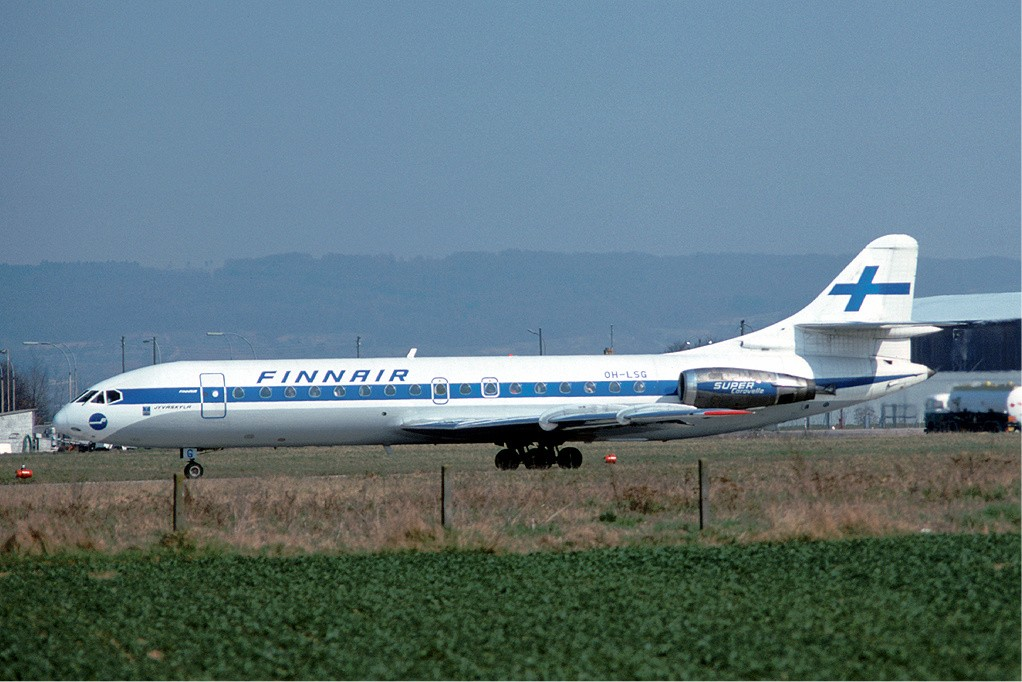
Sud-Aviation Caravelle en 1976.

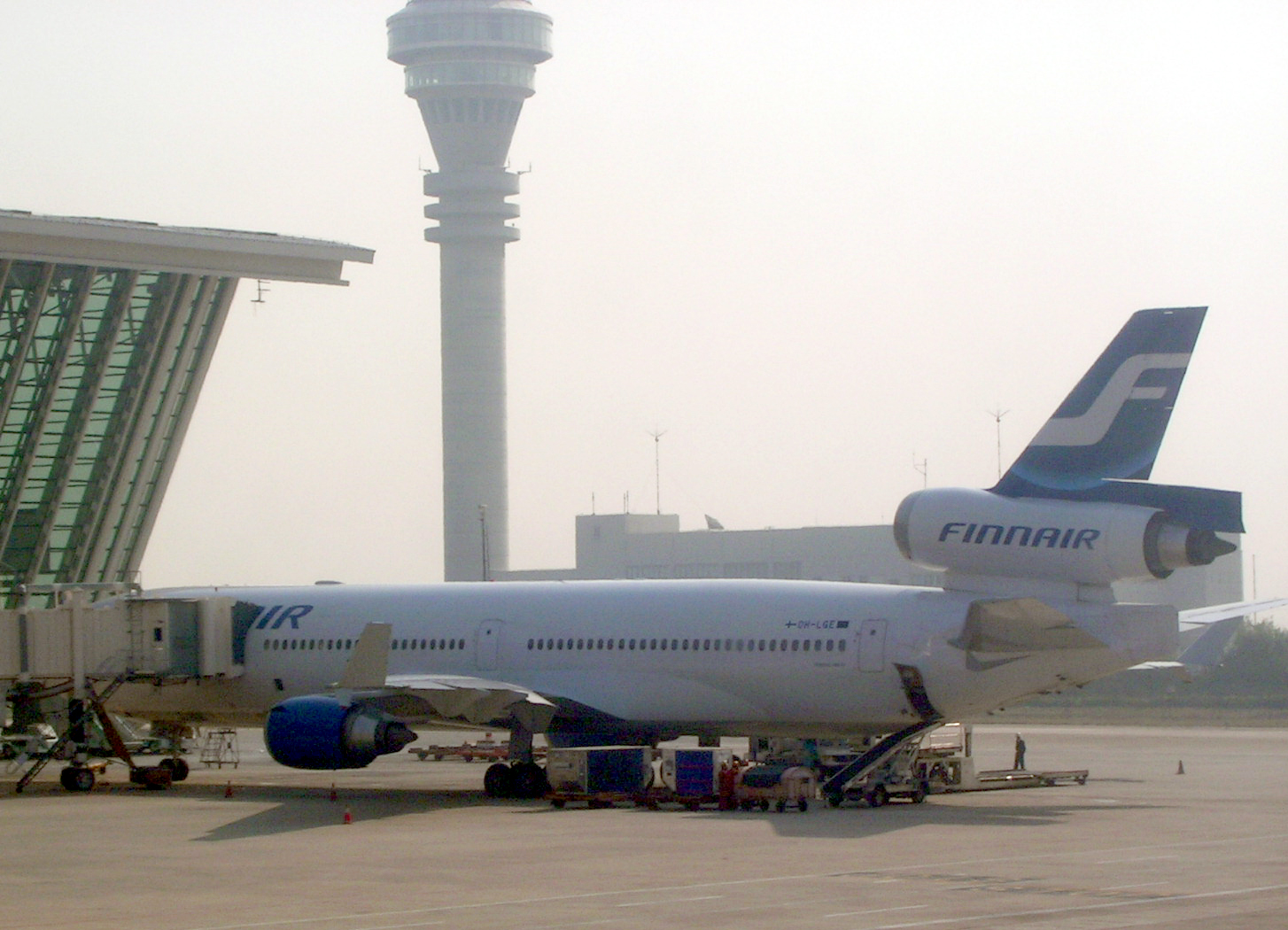
MD-11 en 2004.

En 1975, Finnair introduit dans sa flotte le DC-10. En novembre 1976, Finnair inaugure sa nouvelle route aérienne entre Helsinki et Bangkok. Le 22 avril 1983, Finnair inaugure sa nouvelle route aérienne entre Helsinki et Tokyo. Le 2 juin 1988, Finnair inaugure sa nouvelle route aérienne entre Helsinki et Pékin. En septembre 1999, elle rejoint l'alliance Oneworld. En 2000, elle transporte 7,4 millions passagers. En 2002, elle a acquis Aero Airlines, une compagnie estonienne qui a repris son ancien nom et qui opère sur la même route initiale, celle entre Helsinki et Tallinn. Le 2 septembre 2003, elle commence à voler vers Shanghai. Le 30 octobre 2006, elle commence à voler vers Delhi. Été 2007, elle reçoit son premier Airbus A340-300E. En 2008, elle transporte 8,2 millions passagers. Été 2008, elle commence à voler vers Séoul.

La compagnie est visée par une plainte pour pratiques commerciales trompeuses d'écoblanchiment en compagnie de 16 autres compagnies par 22 associations européennes de consommateurs en juin 2023.

### Identité visuelle

Ancien logo de Finnair jusqu'en 2010.
Logo actuel de Finnair depuis 2010.

## Partenariats
Partage de codes
Outre ses partenaires Oneworld, Finnair a accords de partage de codes avec les compagnies aériennes suivantes :

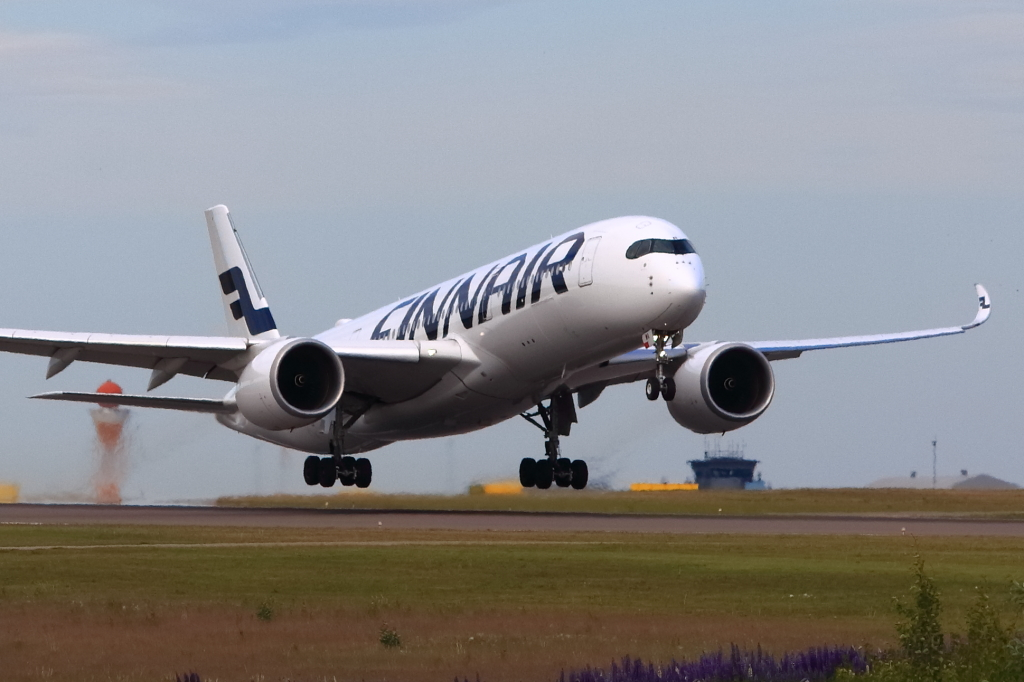
Finnair A350

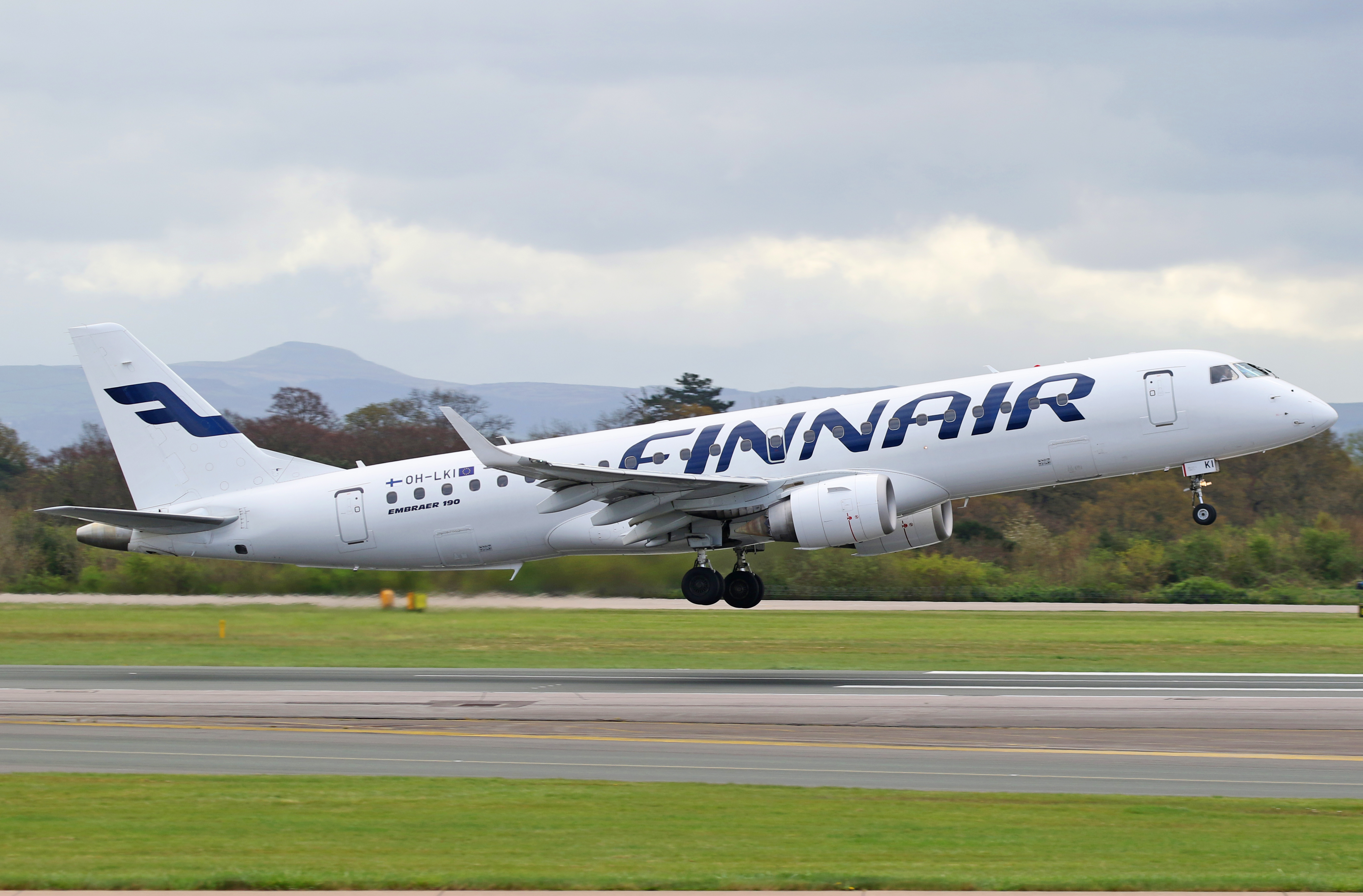
Finnair Embraer ERJ-190LR (OH-LKI)

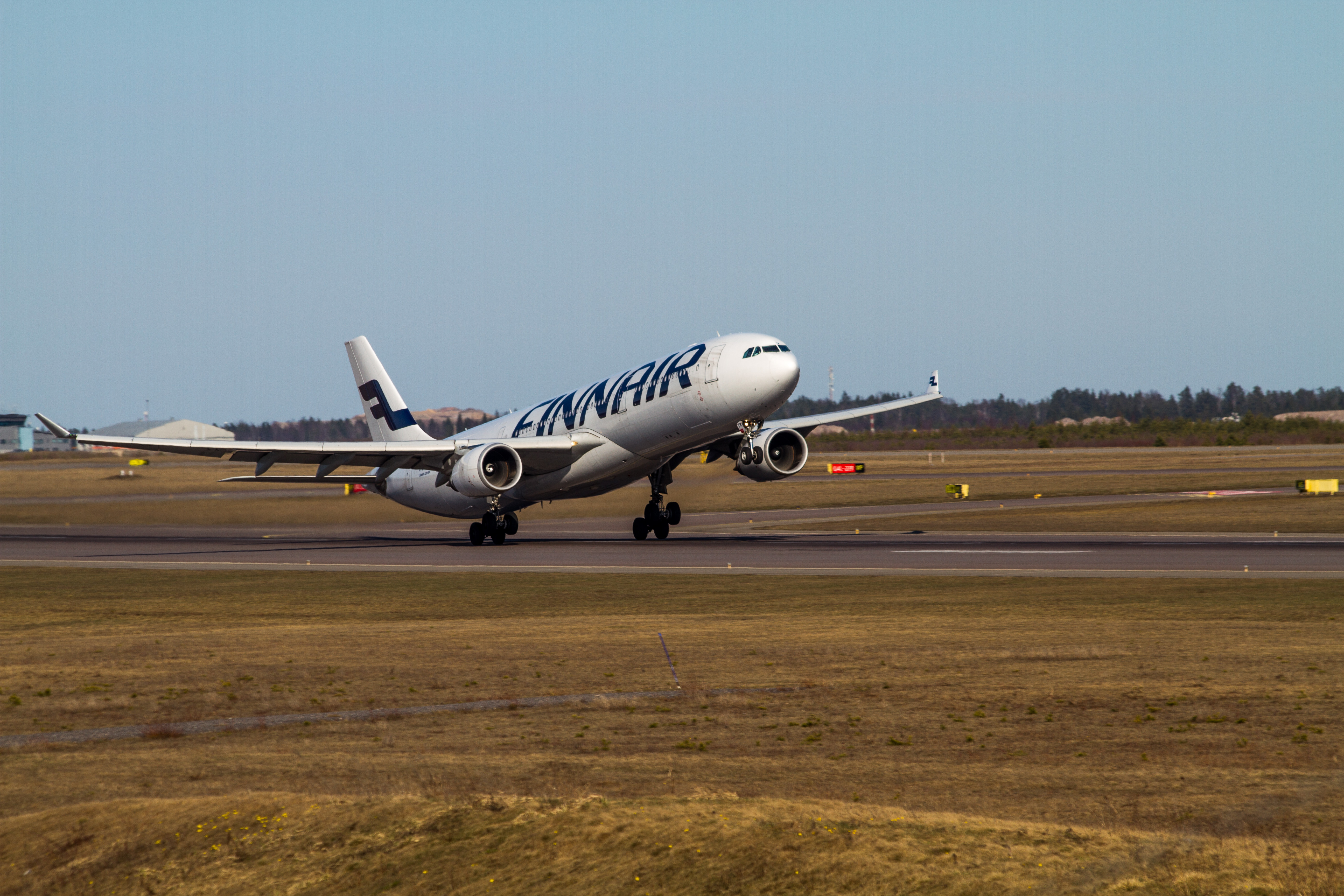
Finnair Airbus A330

| - Aeroflot - Air China - Air France - American Airlines* - Alaska Airlines - Bangkok Airways - Belavia | - Braathens Regional Airways - British Airways* - Cathay Dragon* - Cathay Pacific* - China Southern Airlines - Czech Airlines - Flybe | - Iberia* - Icelandair - Japan Airlines* - Jetstar Airways - Jetstar Asia Airways - Juneyao Airlines - Malaysia Airlines* | - Qantas* - Qatar Airways* - SriLankan Airlines* - TAP Air Portugal - Vietnam Airlines - Widerøe |

* membres de Oneworld

## Flotte

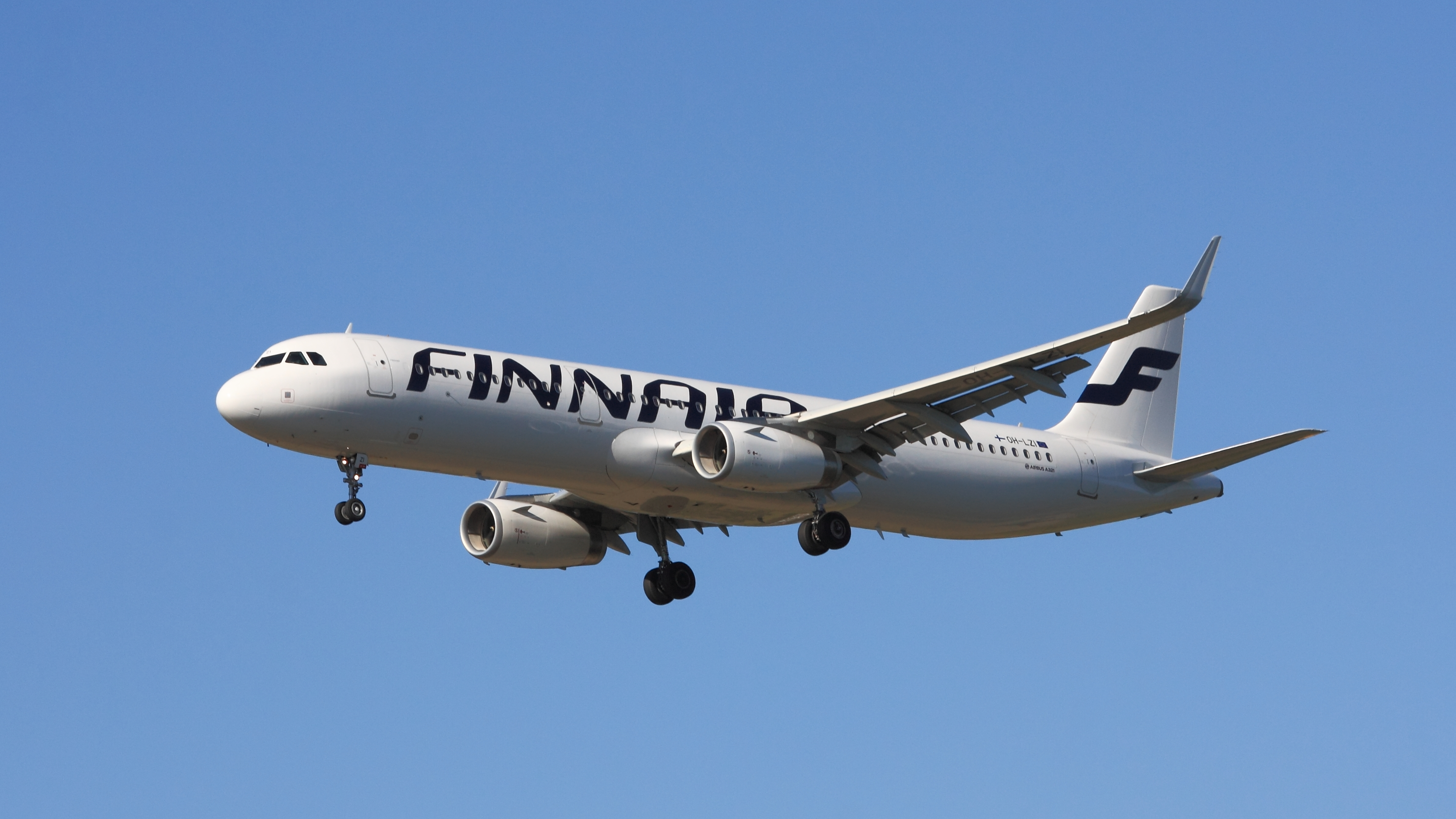
Airbus A321 de Finnair, équipé de winglets dits sharklets.

En décembre 2024, Finnair exploite les appareils commerciaux suivants :
| Appareils       | En service | Commandes | Passagers | Passagers | Passagers | Passagers | Notes                                                                                                |
| --------------- | ---------- | --------- | --------- | --------- | --------- | --------- | --- |
| Airbus A319-100 | 6          | —         | 14        | —         | 130       | 144       | Seront retirés d’ici 2022                                                                            |
| Airbus A320-200 | 10         | —         | 14        | —         | 160       | 174       | Seront retirés d’ici 2022                                                                            |
| Airbus A321-200 | 15         | —         | 16        | —         | 193       | 209       | Les plus vieux appareils seront retirés d'ici 2022                                                   |
| Airbus A330-300 | 8          | —         | 45        | 40        | 178       | 263       | Cabines à rénover 2020-2022. À équiper ultérieurement d'une cabine Premium Economy à partir de 2020. |
| Airbus A330-300 | 8          | —         | 32        | 40        | 217       | 289       | Cabines à rénover 2020-2022. À équiper ultérieurement d'une cabine Premium Economy à partir de 2020. |
| Airbus A350-900 | 18         | 1         | 46        | 43        | 208       | 297       | Livraisons jusqu'en 2024. Equipés en Premium Economy à partir de 2020.                               |

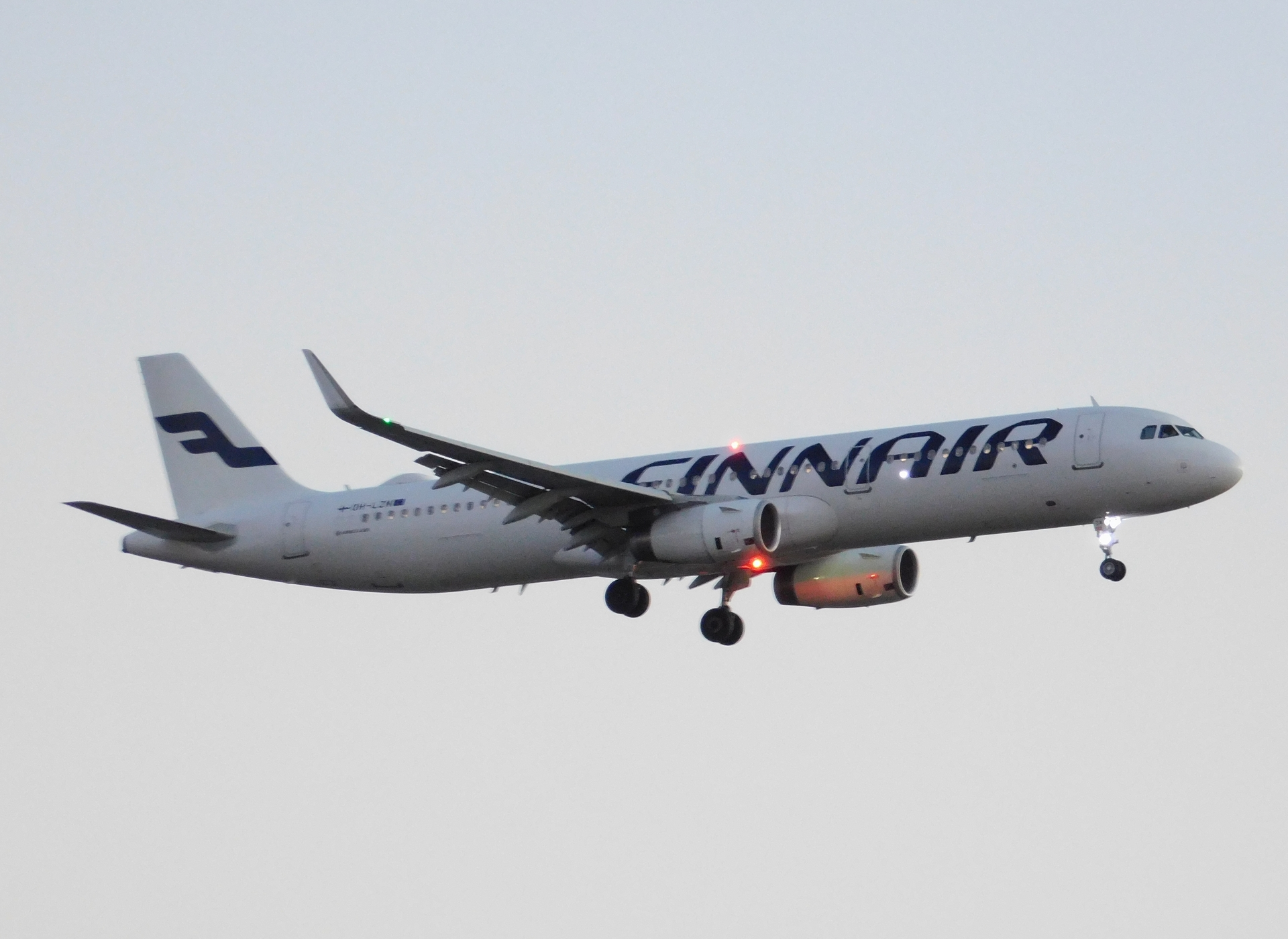
Airbus A321-200 Finnair atterrissant à l'Aéroport Marseille Provence.

| Airbus A350-900 | 18         | 1         | 32        | 42        | 262       | 336       | Livraisons jusqu'en 2024. Equipés en Premium Economy à partir de 2020.                               |
| ATR 72-500      | 12         | —         | —         | —         | 68        | 68        | Tous loués à Nordic Regional Airlines. Cabines à rénover à partir de 2019.                           |
| ATR 72-500      | 12         | —         | —         | —         | 72        | 72        | Tous loués à Nordic Regional Airlines. Cabines à rénover à partir de 2019.                           |
| Embraer 190     | 12         | —         | 12        | —         | 88        | 100       | Opéré par Nordic Regional Airlines.                                                                  |
| Total           | 81         | 1         |           |           |           |           | |

### Livrées spéciales
Les livrées spéciales actuelles de Finnair sont Marimekko "Kivet", Marimekko 50e anniversaire "Unikko", les livrées Oneworld et les livrées spéciales de Noël "Reindeer".

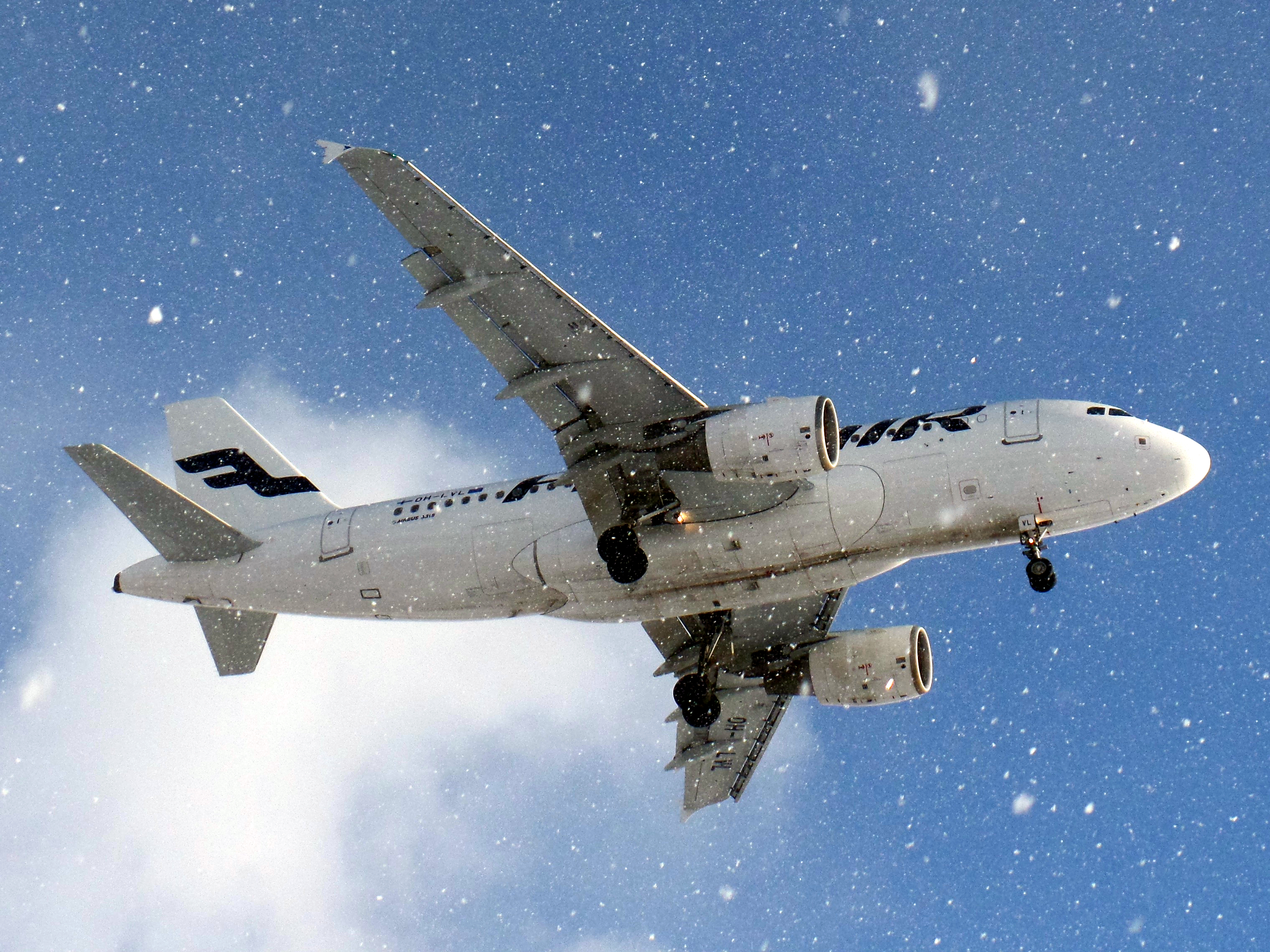
Finnair Airbus A319-112 OH-LVL

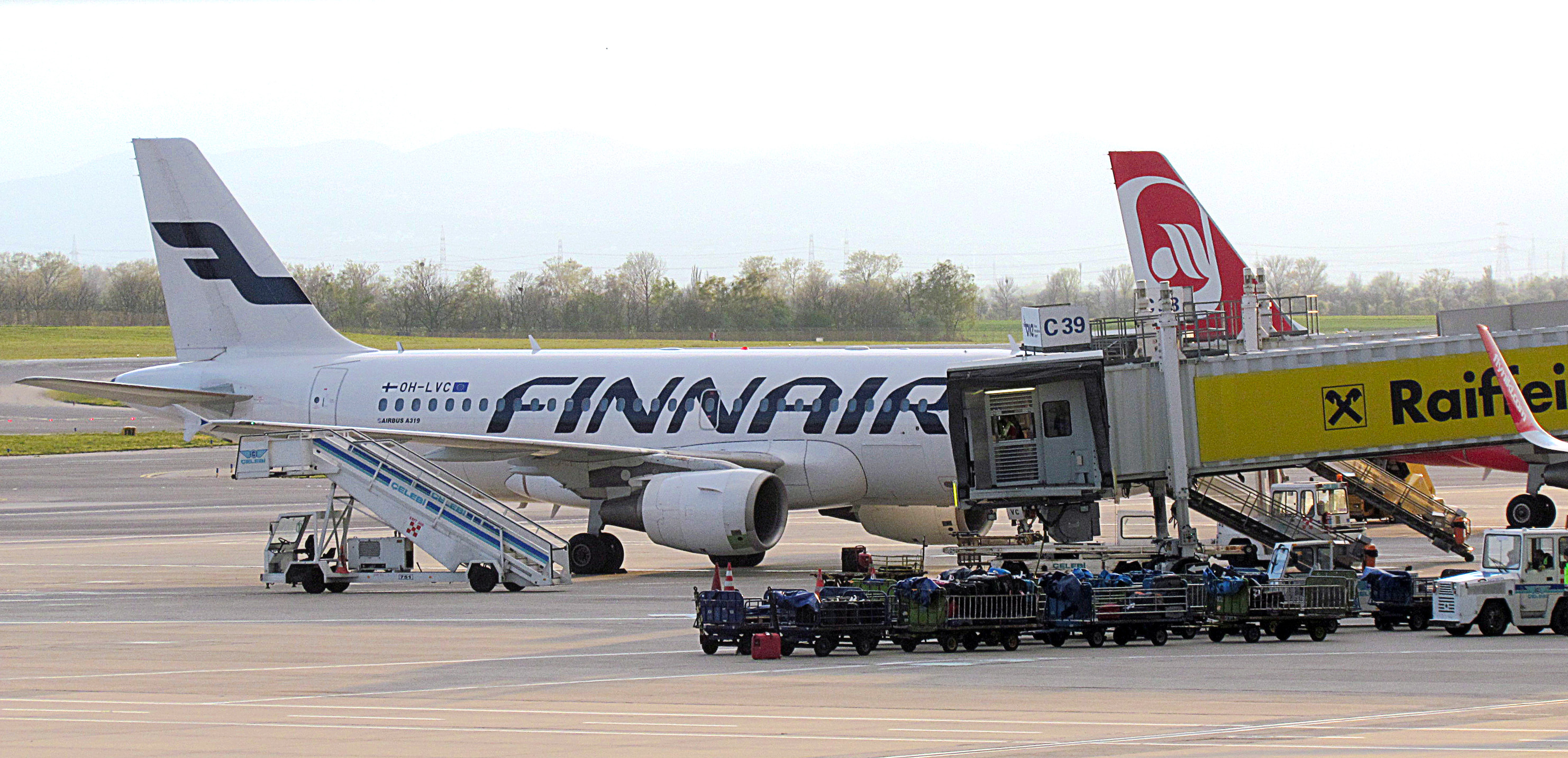
Finnair airbus a319

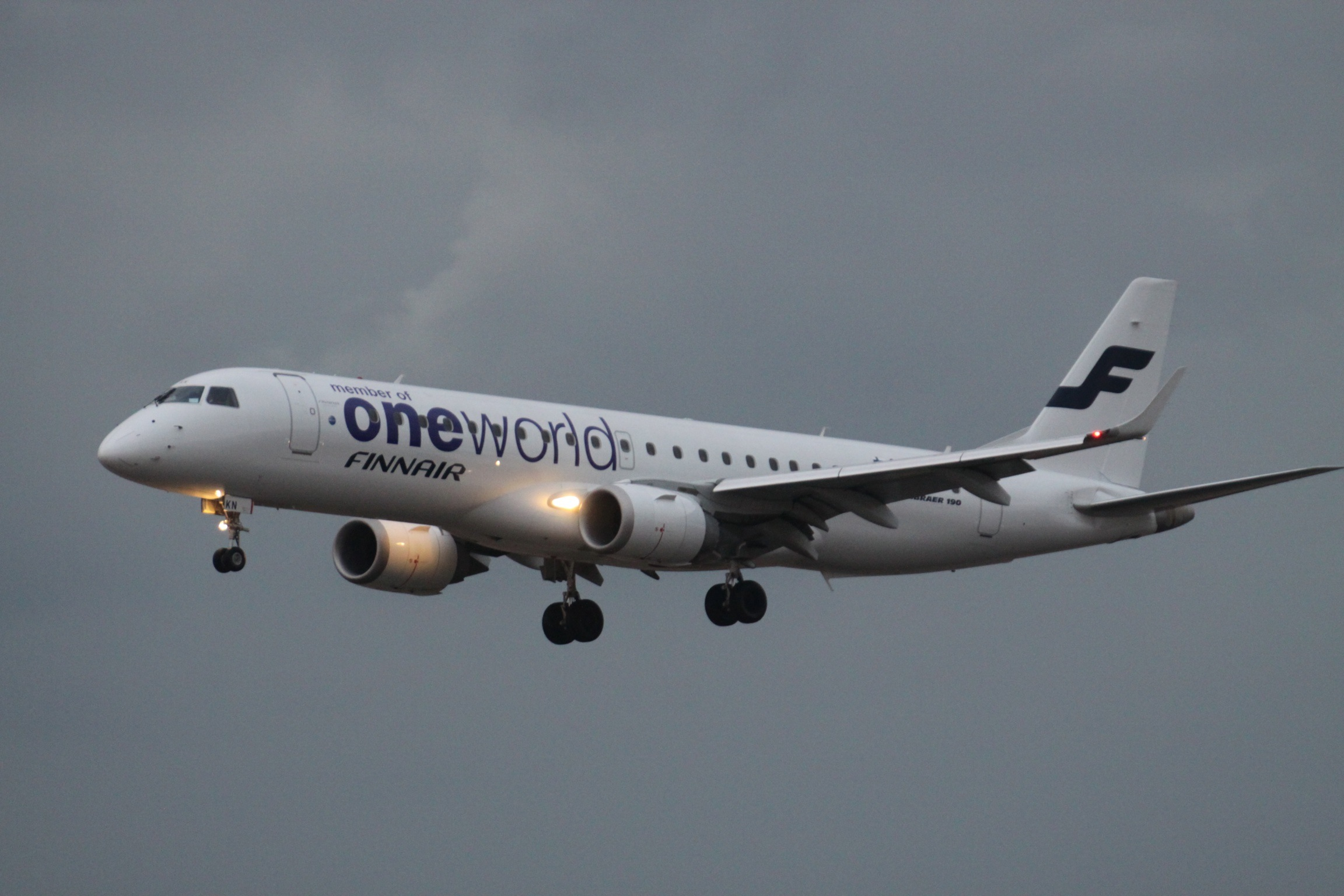
OH-LKN Embraer 190 de Finnair dans la livrée Oneworld

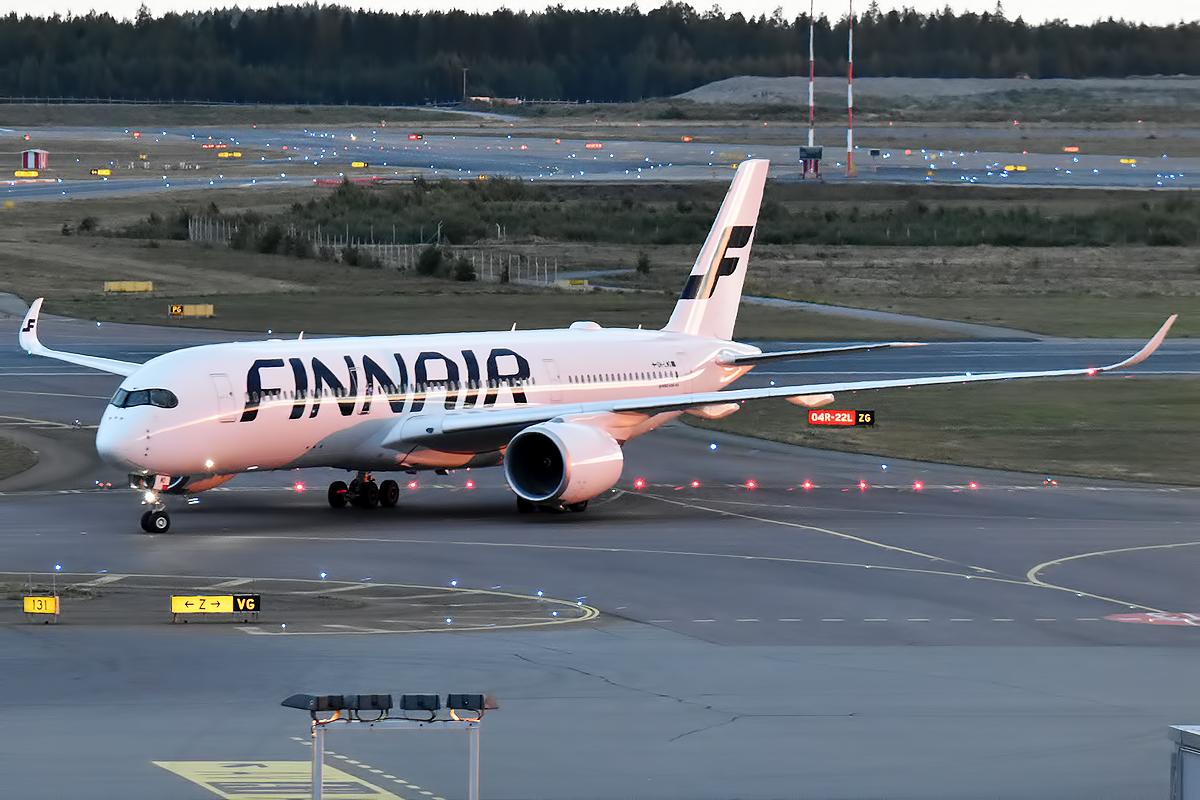
Finnair, OH-LWO, Airbus A350-941

| immatriculation | Livrée                                     | Appareils       |
| --------------- | ------------------------------------------ | --------------- |
| OH-LVD          | Oneworld Livrée                            | Airbus A319-100 |
| OH-LTO          | Marimekko 50e anniversaire "Unikko" Livrée | Airbus A330-300 |
| OH-LWB          | Oneworld Livrée                            | Airbus A350-900 |
| OH-LWL          | Marimekko Kivet-Livrée                     | Airbus A350-900 |
| OH-LKN          | Oneworld Livrée                            | Embraer 190     |

### Types d'aéronefs

#### Avions à fuselage étroit
Finnair a reçu son premier avion à fuselage étroit fabriqué par Airbus, Airbus A321, le 28 janvier 1999. La compagnie exploite désormais une flotte de 19 A321 au maximum. Le premier Airbus A319 a été livré à Finnair le 20 septembre 1999. Depuis lors, Finnair a reçu 11 A319, mais trois d'entre eux sont désormais à la retraite. Finnair utilise des Airbus A319, A320 et A321 sur des vols intérieurs et européens. Des Airbus A321-231, équipés de winglets, sont également utilisés sur certains vols long-courriers comme vers Dubaï. L'ATR 72-500 et l'Embraer 190 sont exploités par Nordic Regional Airlines et sont également utilisés sur les vols intérieurs et européens.

#### Airbus A330
Finnair a reçu ses premiers A330-300 le 27 mars 2009. La compagnie aérienne compte désormais huit Airbus A330-300 dans sa flotte. Depuis avril 2019, la compagnie aérienne utilise l'A330 sur des vols intercontinentaux d'Helsinki à Chicago, Chongqing, Delhi, Fukuoka, Miami, Nagoya, Nanjing, New York, Puerto Plata, San Francisco et Xi'an. Les A330 sont propulsés par des moteurs General Electric CF6-80E1. Les avions sont également utilisés sur des services européens vers Bruxelles, Londres et Malaga.

#### Airbus A350
Le 8 mars 2007, Finnair a confirmé ses commandes de 11 Airbus A350 avec 8 options. Le 3 décembre 2014, il a été annoncé que Finnair avait confirmé le contrat pour 8 livraisons supplémentaires d'Airbus A350 à partir de 2018. Le 13 août 2014, Finnair a annoncé son intention de déployer initialement son A350 sur des services vers Bangkok, Pékin et Shanghai à partir de 2015, avec des services A350 vers Hong Kong et Singapour devant être ajoutés en 2016. À partir d'avril 2019, Finnair exploite l'Airbus A350 pour Bangkok, Pékin, Guangzhou, Hong Kong, Hô Chi Minh-Ville, Krabi, Los Angeles, Nagoya, Osaka, Phuket, Puerto Vallarta, Séoul, Shanghai, Singapour et Tokyo. Finnair a également exploité des avions A350 sur plusieurs vols à destination de New York en janvier 2016 et est devenue la première compagnie aérienne européenne à exploiter l'A350 vers les États-Unis. Finnair utilise quotidiennement l'A350 le matin du vol AY1331 d'Helsinki à Londres – Heathrow pour transporter également du fret supplémentaire.
Finnair a pris livraison de son premier A350 le 7 octobre 2015, devenant ainsi la troisième compagnie aérienne à exploiter l'avion, après Qatar Airways et Vietnam Airlines. Selon le calendrier de livraison actuel, il recevra deux avions de ligne A350 en 2019, 2020, 2021 et un en 2022. Au total, Finnair disposera de 19 A350 en 2022. 

## Galerie

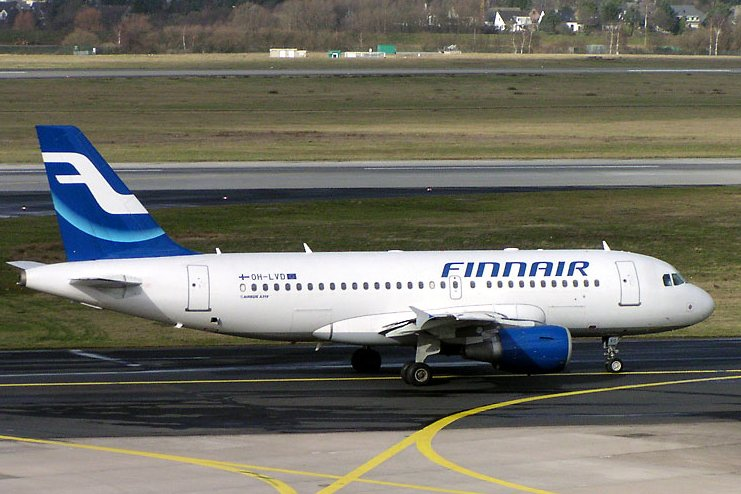
Airbus A319.
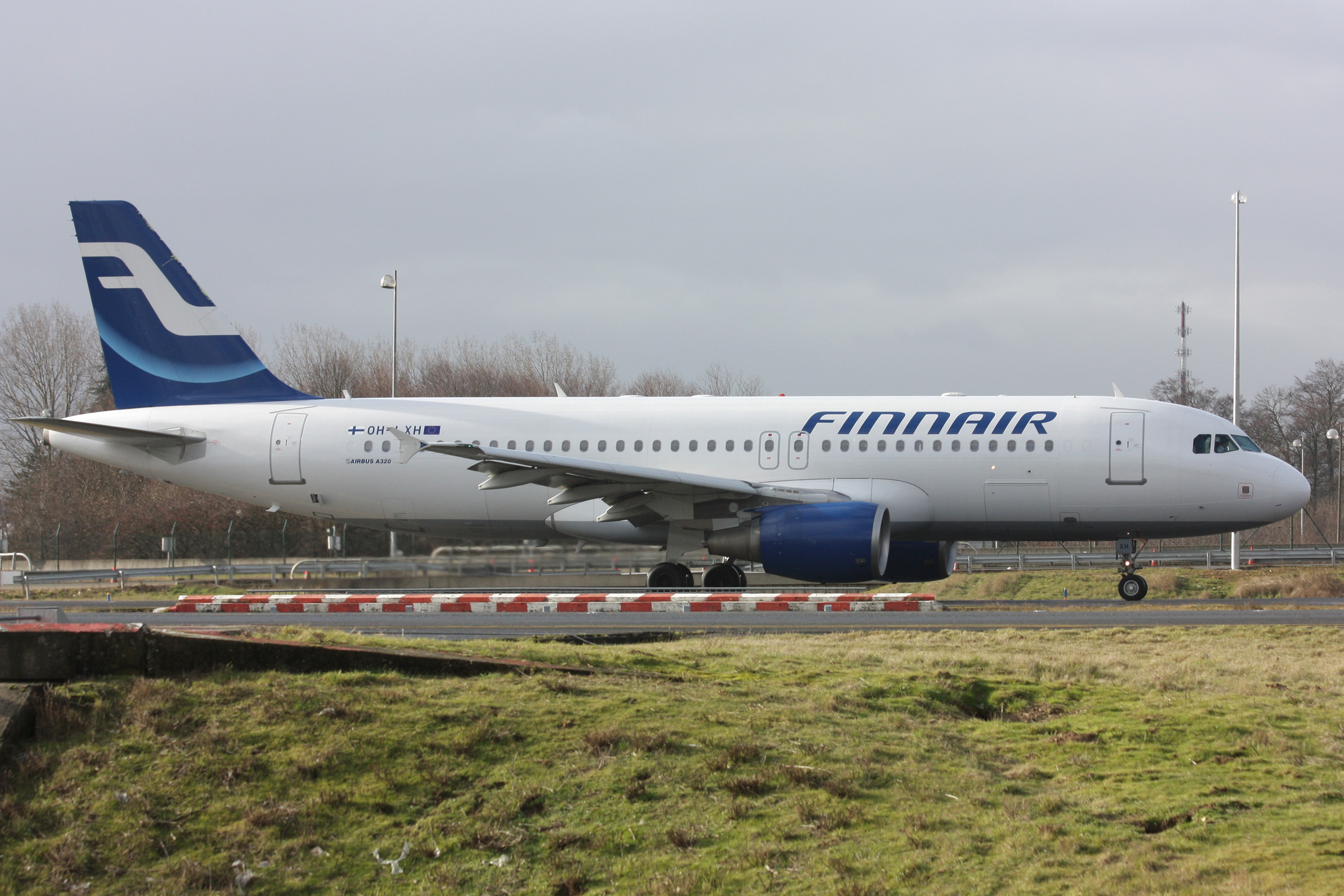
Airbus A320.
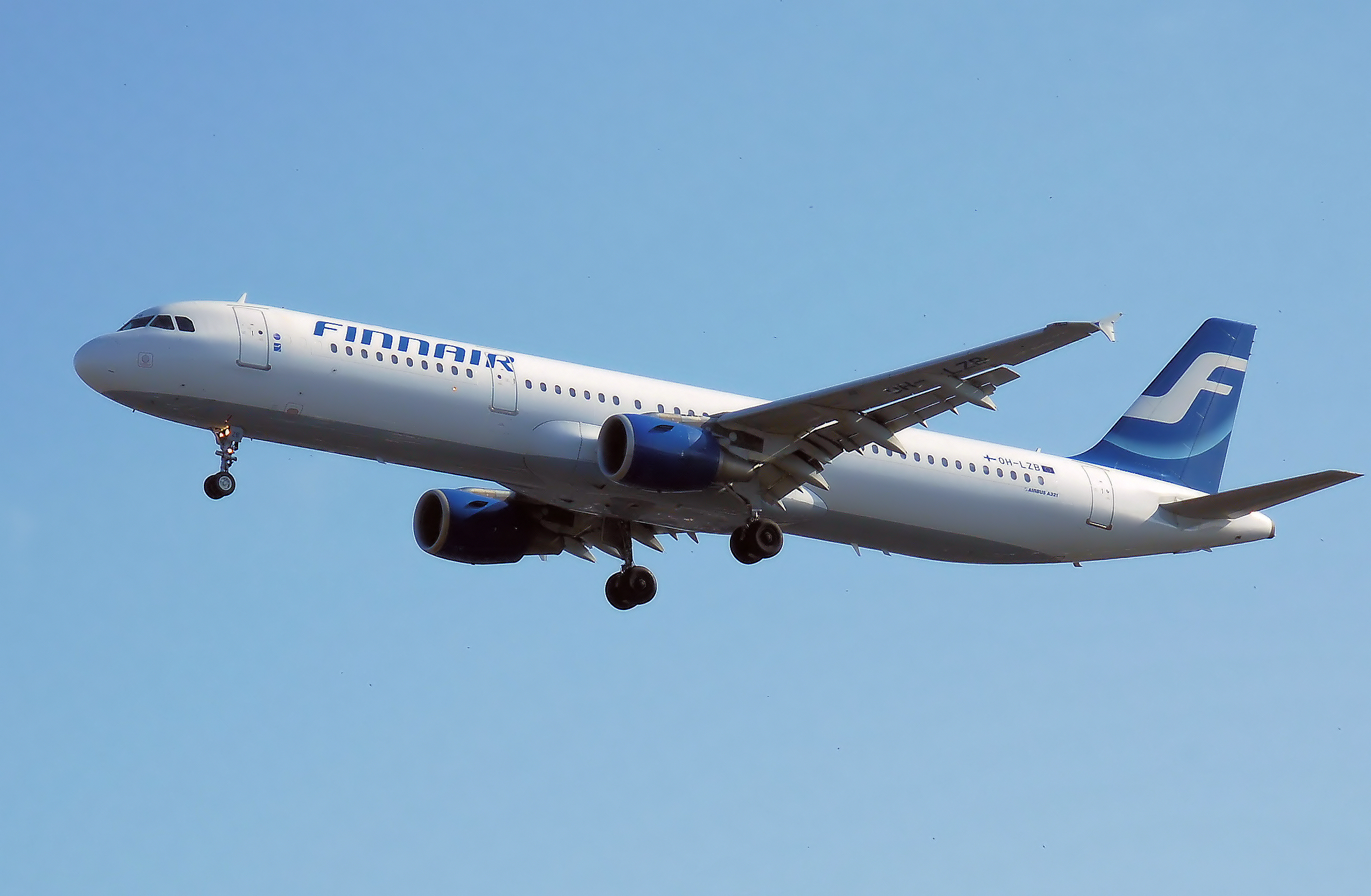
Airbus A321.
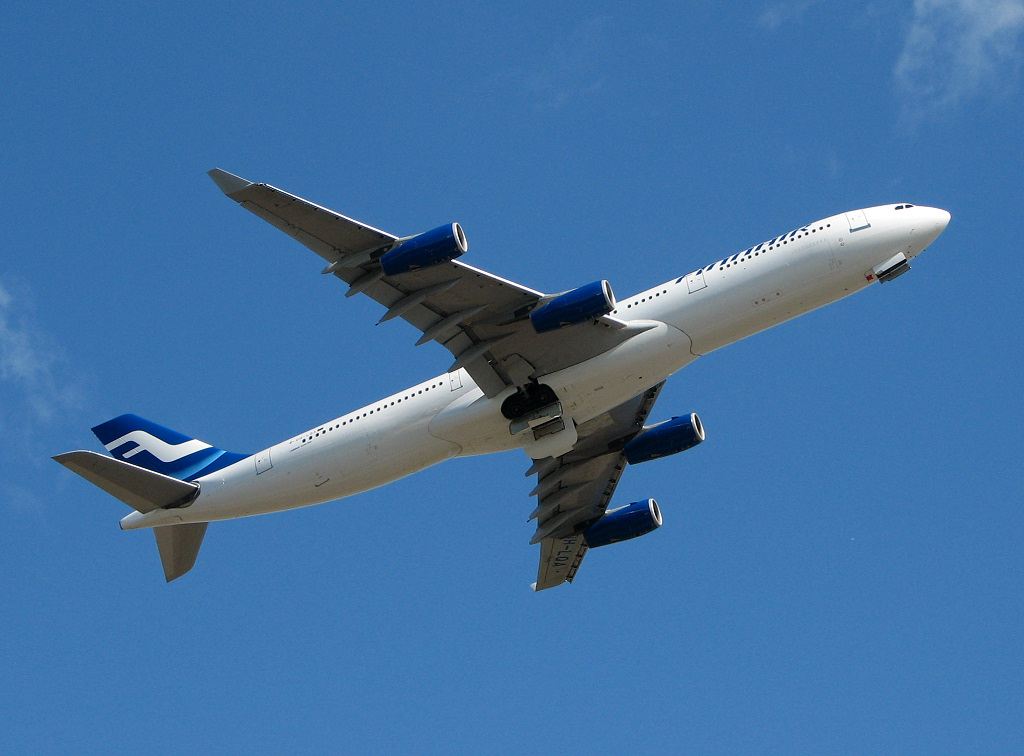
Airbus A340.
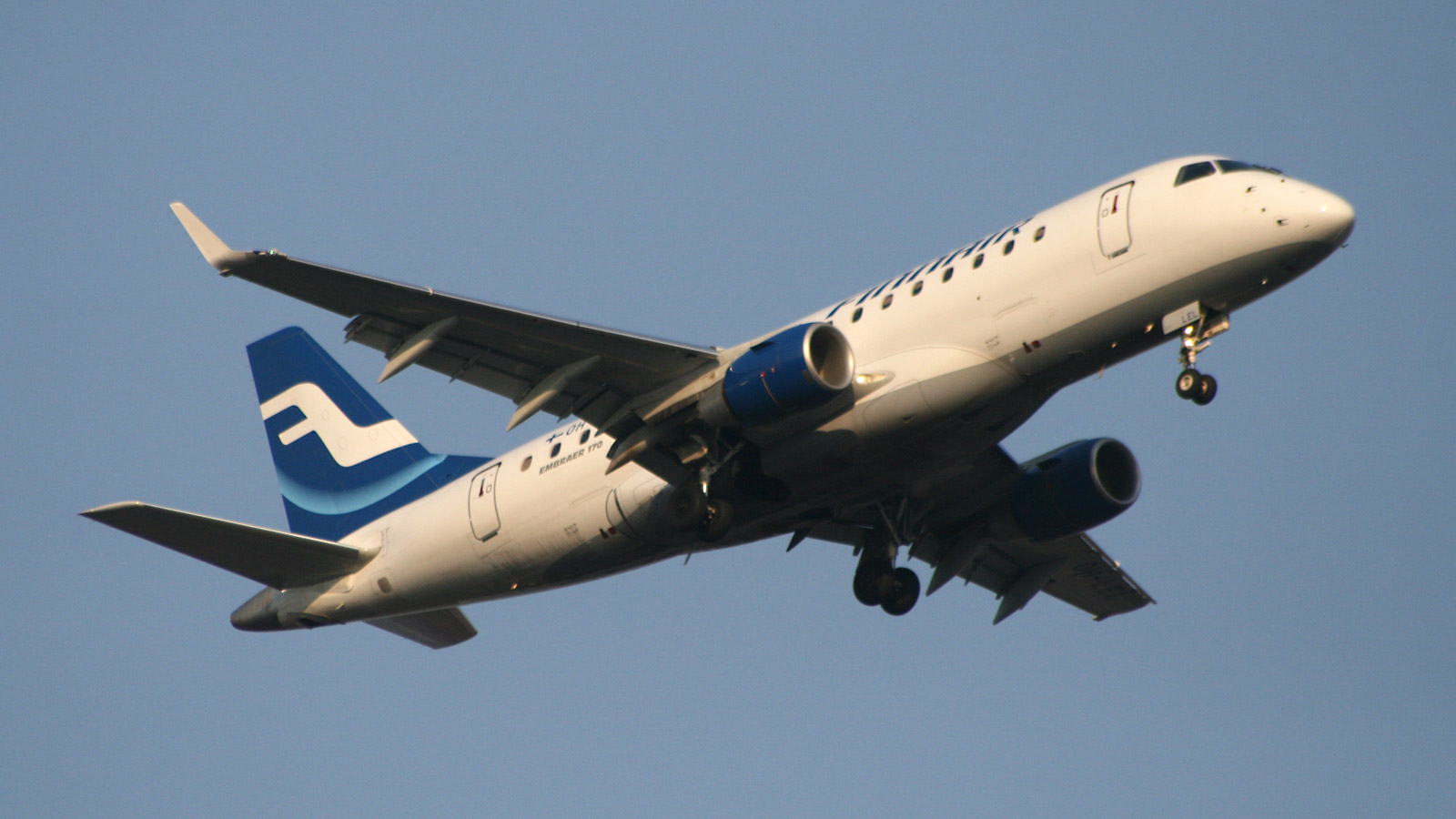
Embraer 170.
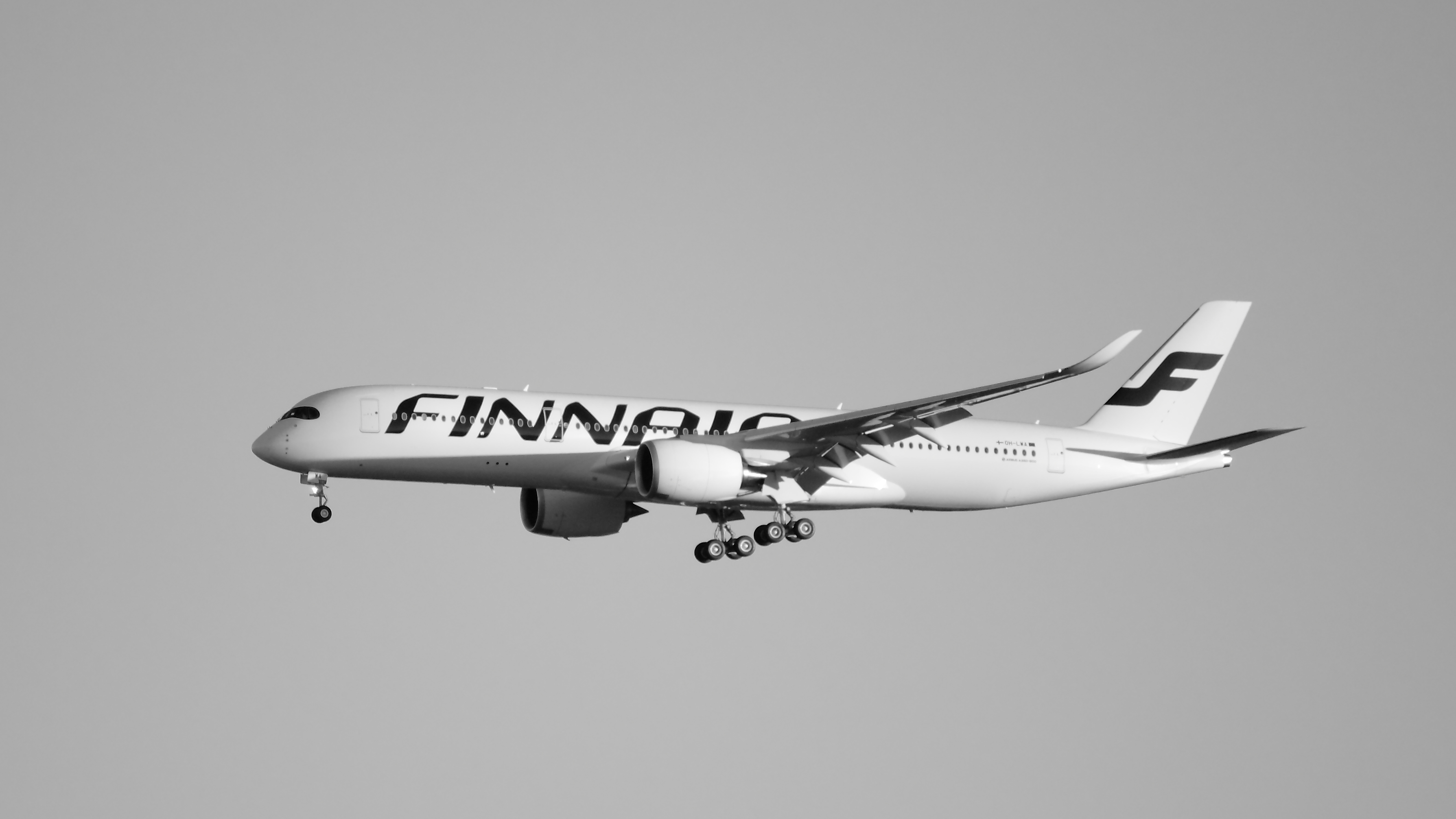
Airbus A350.